# Prapawadee Jaroenrattanatarakoon
Prapawadee Jaroenrattanatarakoon (em tailandês:  ประภาวดี เจริญรัตนธารากูล; nascida Junpim Kuntatean, จันทร์พิมพ์ กันทะเตียน, também transliterado Chanpim Kantatian) (29 de maio de 1984, em Nakhon Sawan) é uma halterofilista da Tailândia.
No Campeonato Mundial de Halterofilismo de 2005, ela ganhou medalha de prata na categoria até 53 kg, levantando um total de 223 kg (98 kg no arranco e 125 no arremesso).
Ela ganhou ouro na categoria feminina até 53 kg nos Jogos Olímpicos de Verão de 2008 em Pequim, com 221 kg no total (95+126). Ela mudou seu nome em 2007 com base no parecer de uma vidente que disse que iria melhorar a sua chances de ganhar os Jogos Olímpicos.
No Campeonato Mundial de Halterofilismo de 2009, Prapawadee Jaroenrattanatarakoon não pode concluir a prova.
Ficou com o bronze nos Jogos Asiáticos de 2010.

## Quadro de resultados
| Ano  | Posição | Competição                              | Classe de peso | Marca                                                          |
| 2002 | 4       | Jogos Asiáticos em Busan                | –53 kg         | 187,5 kg (82,5+105)                                            |
| 2003 | 1       | Campeonato Mundial Júnior em Hermosillo | –53 kg         | 210 kg (95+115)                                                |
| 2003 | 3       | Campeonato Mundial em Vancouver         | –53 kg         | 217,5 kg (97,5+120)                                            |
| 2004 | 2       | Campeonato Asiático em Almaty           | –58 kg         | 222,5 kg (97,5+125)                                            |
| 2005 | 1       | Campeonato Asiático em Dubai            | –53 kg         | 213 kg (94+119)                                                |
| 2005 | 2       | Campeonato Mundial em Doha              | –53 kg         | 223 kg (98+125)                                                |
| 2006 | 1       | Campeonato Mundial Universitário        | –53 kg         | 207 kg (92+115)                                                |
| 2006 | 2       | Jogos Asiáticos em Doha                 | –53 kg         | 221 kg (97+124)                                                |
| 2007 | /       | Campeonato Mundial em Chiang Mai        | –53 kg         | Sem resultado no total (quarto lugar no arranque com 93 kg)    |
| 2008 | 1       | Jogos Asiáticos em Pequim               | –53 kg         | 221 kg (95+126RO)                                              |
| 2009 | 3       | Campeonato Asiático em Taldikorgan      | –53 kg         | 214 kg (94+120)                                                |
| 2009 | /       | Campeonato Mundial em Goyang            | –53 kg         | Sem resultado no total                                         |
| 2010 | 3       | Jogos Asiáticos em Cantão               | –53 kg         | 215 kg (92+123)                                                |
| 2011 | 1       | Jogos do Sudeste Asiático em Palembang  | –53 kg         | 205 kg (90+115)                                                |
| 2012 | /       | Campeonato Asiático em Pyeongtaek       | –53 kg         | Sem resultado no total (segundo lugar no arremesso com 116 kg) |